# المعرض الدولي للنشر والكتاب (المغرب)
المعرض الدولي للنشر والكتاب  هو معرض للكتاب ينعقد سنويا في فضاء OLM بحي السويسي في مدينة الرباط. يعتبر هذا المعرض من أكبر التظاهرات الثقافية التي تشهدها المملكة المغربية، ويقام في شهر مايو من كل عام لمدة عشرة أيام، تحت رعاية الملك محمد السادس، وبإشراف وزارة الشباب والثقافة والتواصل.
تبلغ مساحة المعرض أكثر من 20.000 م² مما يجعله من أهم المهرجانات الثقافية التي تجمع مختلف الفاعلين الثقافيين بمختلف توجهاتهم الفكرية والأدبية من مؤلفين ورسامين وناشرين وفنانين بالإضافة إلى زوار المعرض من مختلف الفئات والأعمار.

## تاريخ المعرض
أُطلق المعرض لأول مرة في عام 1987 وكان يقام كل سنتين حتى عام 2002، ومنذ عام 2004 أصبح حدثًا سنويًا. وكان المعرض يقام في شهر فبراير من كل عام لمدة عشرة أيام في مركز المعارض بمدينة الدار البيضاء.
ابتداءًا من عام 2022 قررت وزارة الشباب والثقافة والتواصل إقامة المعرض في العاصمة الرباط، كما أعلنت إقامته في شهر مايو بدلًا عن شهر فبراير.

## البرنامج الثقافي والأنشطة
يشارك في المعرض كل عام سواء بالحضور المباشر أو عبر التوكيلات عدد كبير من دور النشر المتخصصة في مختلف المجالات المعرفة العلمية والاجتماعية والسياسة والتربوية التعليمية والاقتصادية، والتي يبلغ عددها مايقارب (700) دار نشر أجنبية وعربية من (44) دولة، إضافة إلى المؤسسات الثقافية ومراكز البحوث والجمعيات والجامعات المختلفة.
يتم تقديم الجائزة الوطنية للقراءة خلال هذا المعرض.

## جناح الأطفال
يخصص المعرض في كل دورة قاعة خاصة بدور النشر التي تهتم بكتب الأطفال، والتي تلقى إقبالا من قبل الصغار العرب والأجانب والكبار أيضاً حيث يسعى المعرض لرفع مستوى القراءة بين الأطفال العرب، وذلك عبر مبادرات متعددة تستهدف تشجيع الأطفال على القراءة، وتعزيز صناعة نشر كتب الأطفال، وتحفيز الأطفال على اقتناء الكتب والاستمتاع بقراءتها.

## ضيوف شرف
| سنة  | الدورة    | الدولة                   |
| ---- | --------- | ------------------------ |
| 2024 | الدورة 29 | يونسكو                   |
| 2023 | الدورة 28 | مقاطعة كيبك كندا         |
| 2022 | الدورة 27 | أدب أفريقي               |
| 2021 | -         | -                        |
| 2020 | الدورة 26 | موريتانيا                |
| 2019 | الدورة 25 | إسبانيا                  |
| 2018 | الدورة 24 | مصر                      |
| 2017 | الدورة 23 | دول وسط أفريقيا          |
| 2016 | الدورة 22 | الإمارات العربية المتحدة |
| 2015 | الدورة 21 | فلسطين                   |
| 2014 | الدورة 20 |                          |
| 2013 | الدورة 19 | ليبيا                    |
| 2012 | الدورة 18 | السعودية                 |

## جوائز المعرض
- جائزة المغرب للآداب
- جائزة المغرب للعلوم الإنسانية
- جائزة المغرب للعلوم الاجتماعية
- جائزة المغرب للدراسات الأدبية والفنية واللغوية
- جائزة المغرب للترجمة
- الجائزة الوطنية للقراءة
- جائزة القراء الشباب للكتاب المغربي التي تنظمها شبكة القراءة في المغرب.

## روابط خارجية
- الموقع الرسمي